# Фёдоровка (Уфимский район)
Фёдоровка (баш. Фёдоровка) — деревня в Уфимском районе Республики Башкортостан Российской Федерации. Входит в состав Ольховского сельсовета. 

## География

### Географическое положение
Расстояние до:
- районного центра (Уфа): 35 км,
- центра сельсовета (Ольховое): 6 км,
- ближайшей ж/д станции (24 км): 3 км.

## История
До 1998 года деревня входила в состав Булгаковского сельсовета. 

## Население
| 2002 | 2009 | 2010 |
| ---- | ---- | ---- |
| 49   | ↘39  | ↗71  |

### Национальный состав
Согласно переписи 2002 года, преобладающие национальности —  башкиры (49 %), татары (37 %).